# Klášterní práce

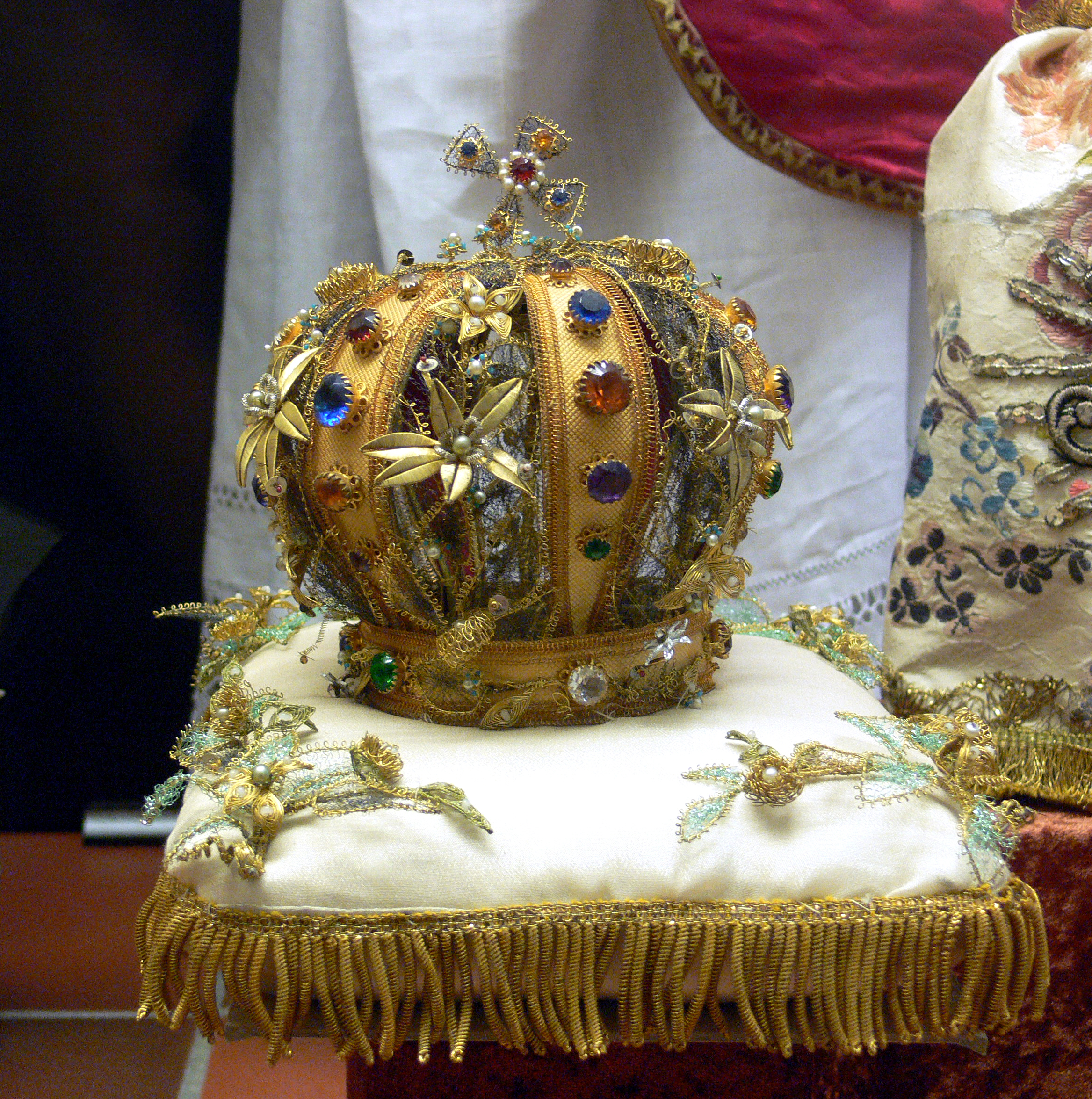
Koruna k primici kněze, práce dominikánek z kláštera Wettenhausen, datovaná 1930; Klášterní muzeum Weingarten, Německo

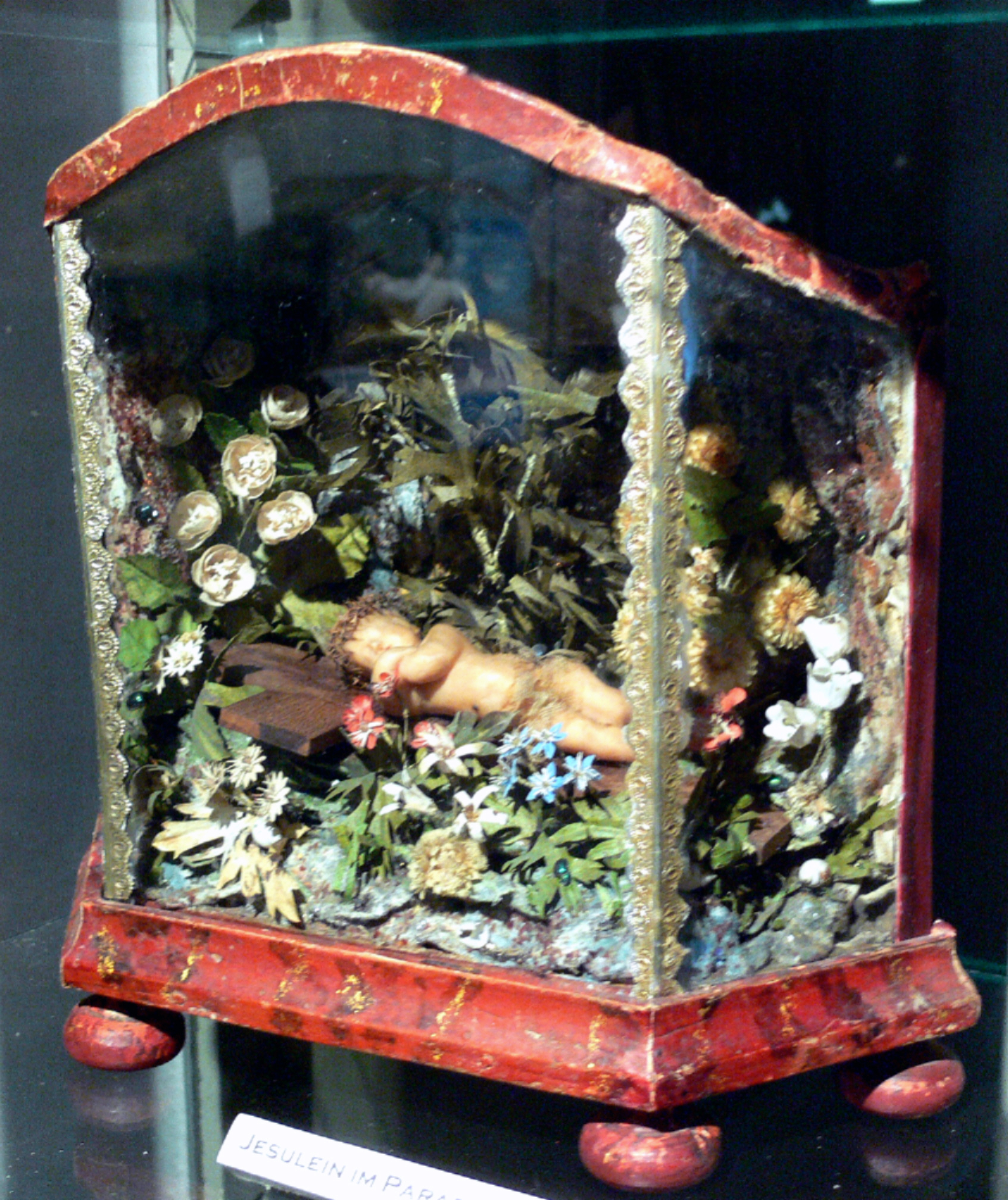
Jezulátko v rajské zahradě, kolem 1750, Klášterní muzeum Weingarten

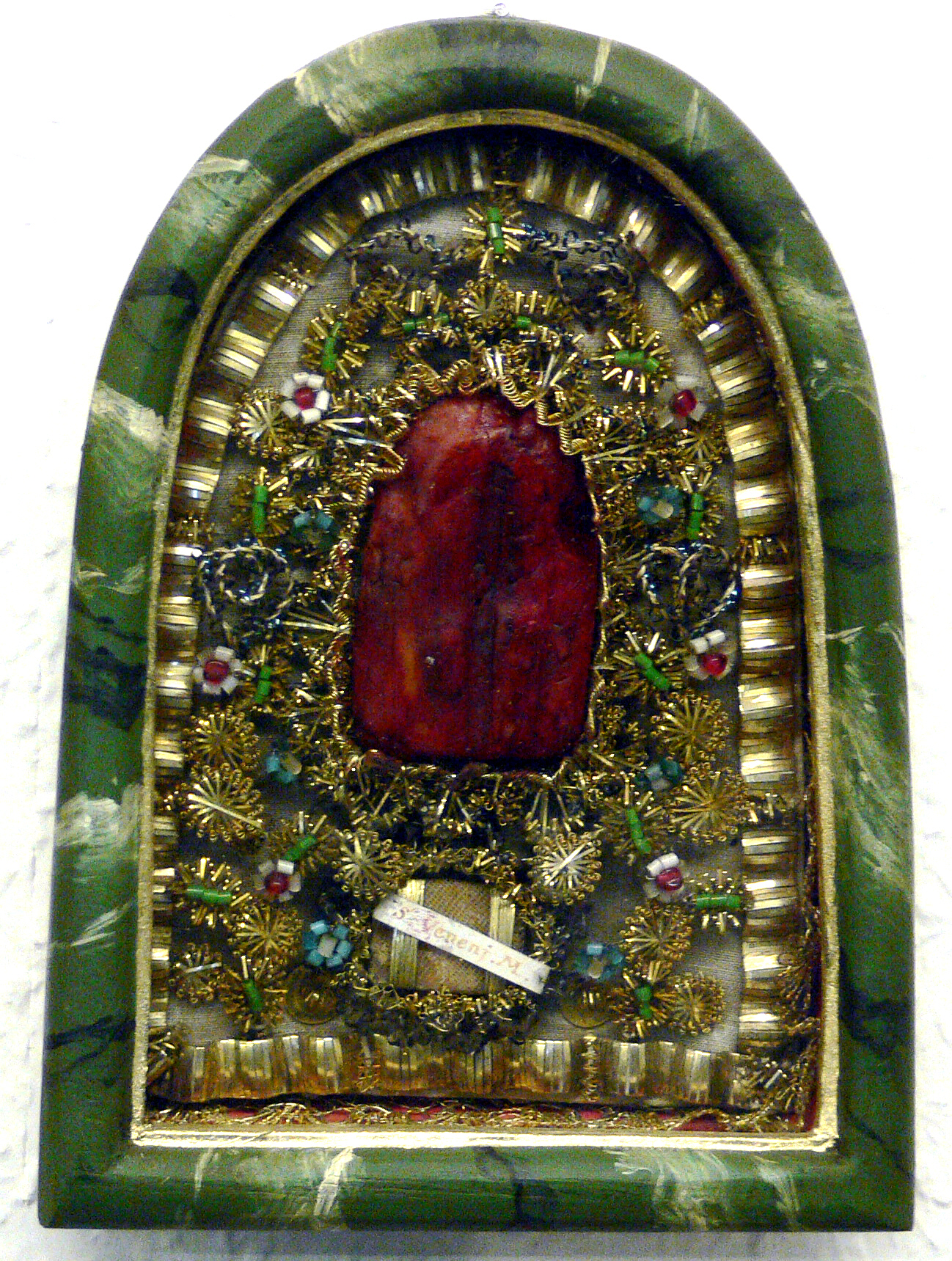
Jazyk sv. Jana Nepomuckého, Horní Švábsko, asi 1780

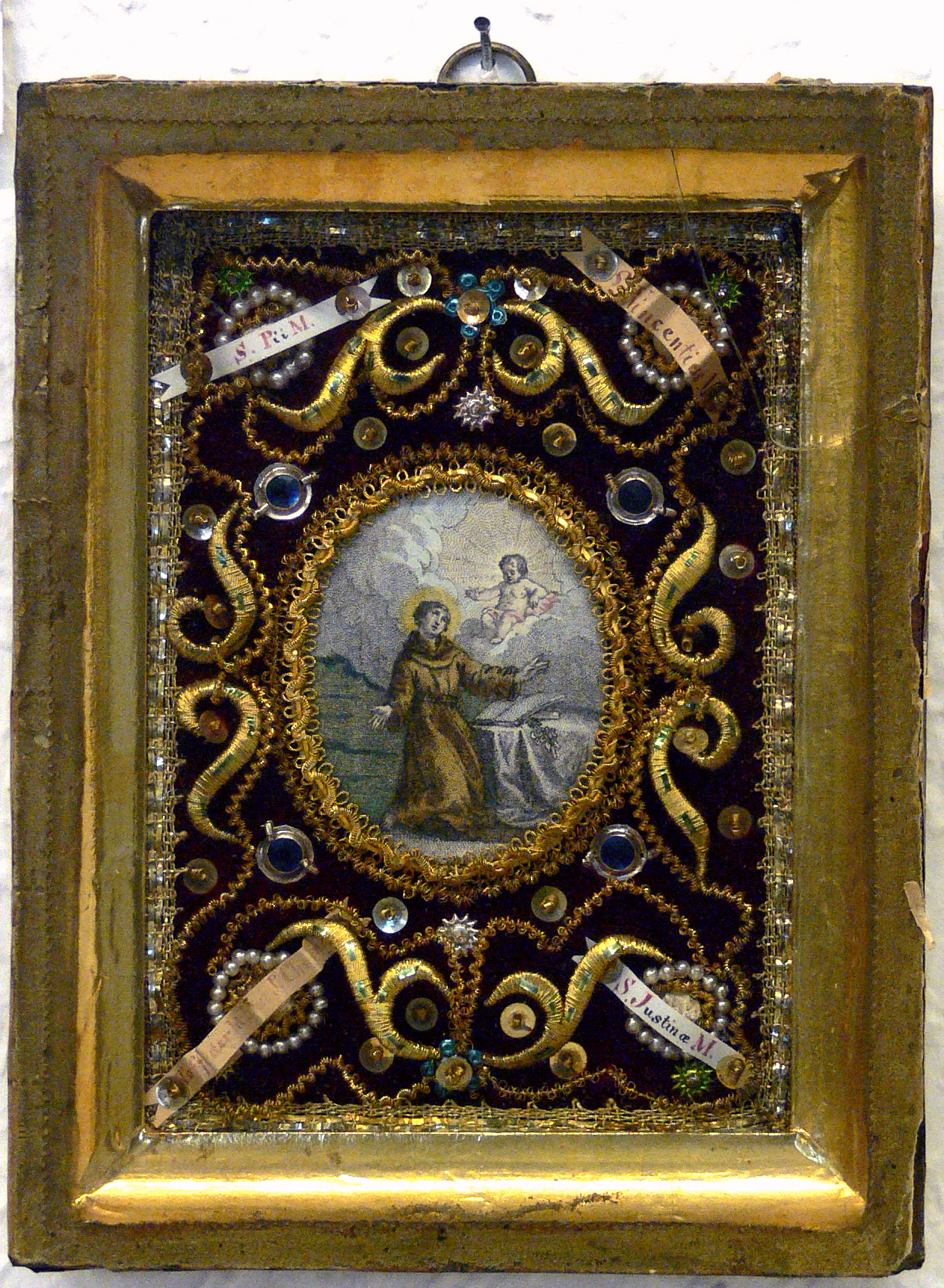
Kolorovaná litografie sv. Antonína Paduánského v rámečku, Gutenzell, Německo

Klášterní práce (německy Klosterarbeiten) jsou drobné ruční práce křesťanských námětů, užívané jako chrámové či osobní devocionálie, nebo jen dekorace, zhotovované nejčastěji řeholnicemi v ženských klášterech v Evropě.

## Historie
Klášterní práce se objevovaly od vrcholného středověku a sloužily k adjustaci relikvií, jako votivní předměty nebo jako rekvizity k paraliturgickým hrám, pomůcky nebo dekorace, zejména v římskokatolických kostelech, vystavené na oltářích, nebo užívané při náboženských obřadech. Obdobími jejich největšího rozšíření byly baroko a historismus 19. století. V menší míře se zhotovují dosud.

## Materiály
Na rozdíl od precios se nezhotovují z drahých kovů ani z drahokamů, ale jen z jejich náhražek, textilií, kovových drátků, dracounu, vosku a skla. 

## Typy a jejich využití
- Koruna a oděv v lidském měřítku – sloužily k adjustaci lebek či celých koster anonymních křesťanů (domnělých prvomučedníků, převážených v barokní době z římských katakomb   a vystavovaných v prosklených schránách na oltářích.
- Koruna či korunka sloužící při primici římskokatolického kněze nebo při biřmování děvčete.
- Relikviář ve tvaru stojacího jehlanu nebo  desky, adjustované v zaskleném dřevěném rámečku, stojící nebo zavěšené na oltářích, nebo určené k domácí či osobní zbožnosti. Obsah a náměty: drobné relikvie z kostí světců s popiskou; vosková pečeť: agnusek= Agnus Dei, oválná papežská pečeť z bílého voksu s reliéfem Beránka Božího; pečeť poutního kostela nebo kláštera, jiná poutní upomínka.
- Vosková figurka v dekoraci: Jezulátko spící v rajské zahradě; miniatura mnicha v kutně (sv. František nebo Antonín Paduánský); voskový model relikvie, např. ruky sv. Anny nebo jazyka sv. Jana Nepomuckého.
- Malovaná miniatura světce – miniaturní malba nebo kolorovaná rytina, adjustovaná v dracounovém rámečku pod sklem.
- Koláž – devoční list, často knihtisk, adjustovaný v prostřihovaném papírovém rámečku a obložený suchými květy nebo listy
- Monile – oválný miniaturní přívěsek na krk s jednou drobnou relikvii v dracounové dekoraci.